# Kocsoládfalva
Kocsoládfalva település Romániában, Szilágy megyében.

## Fekvése
Szilágy megyében, Nagyilondától délnyugatra, a Szamos folyó jobb partja és a Dumbrava hegy közötti keskeny völgyben, valamint Létka és Aranymező között fekvő település.

## Nevének eredete
A török eredetű Kocsola személynévből keletkezett magyar névadással,  a magyar -d helynévképző hozzáadásával (pl. Sámsond),  vö. Kucsuláta, Kocsoládfalva.

## Története
Kocsoládfalva nevét 1405-ben tűnt fel először az oklevelekben  Kocholathfalva néven, mikor Zsigmond király Kővár várát, s az alatta fekvő falut Balk fiainak Demeternek és Sandrinnak és Drág fiainak Györgynek és Sandrinnak adományozta .
Kocholathfalva Kővár tartozékai közül való oláh falu volt.
1424-ben történt osztozkodáskor a falu Balkfi Sandrin fiainak Jánosnak és Lászlónak jutott.
1543-ban Drágfi Gáspáré, 1546-ban pedig már özvegyéé volt.
1556-ban Izabella királyné Drágfi György utód nélküli halála miatt  a birtokot Báthory Györgynek és nejének Annának, s fiuknak Istvánnak adományozta.
1565-ben Báthory György fellázadt Miksa császár ellen, de lázadását leverték, ezért feje váltságául Kővá várát és tartozékait - köztük Kocsoládfalvát is - cserébe adta a császárnak.
1567-ben II. János király visszafoglalta Kővárt és tartozékait, és beregszói Hagymási Kristófnak adományozta.
1650-ben II. Rákóczi György e tisztán Kővárhoz tartozó birtokot Leményi Rácz Boldizsárnak és nejének Péter Borbálának adta zálogba.
1699-ben Rácz János árváinak, Rácz Istvánnak és Mósa Lászlónak volt itt birtoka.
1702-ben birtokosai voltak Mósa László és Gergely, Butyán János, Rácz Zsigmond és András.
1786-ban birtokosai voltak Vankai Mihály, Rácz József és János, Mósa József, Flóra János, Szabó László, Szilas Makovej, Vajda Gábor, Tyifor György, Száva Von és Dimitur és Nemes Szimjon.
1831-ben 245 lakosa volt.
1886-ban 293 lakosa volt, melyből 284 görögkatolikus, 9 zsidó volt.
1891-ben 291 lakosából 257 görögkatolikus román és 16 izraelita volt.
1898-ban báró Jósika Sámuelé volt, aki apósától báró Jósika Leótól örökölte.
Kocsoládfalva a trianoni békeszerződés előtt Szolnok-Doboka vármegye Nagyilondai járásához tartozott.

## Nevezetességek
- Görögkatolikus fatemploma 1850-ben épült. 1864-ben szentelték fel Szűz Mária tiszteletére.

A község egyik nevezetessége volt az 1800-as évek végén a Dumbrava-hegyen levő kerek-tó (tengerszem), amely az 1800-as évek végén még több mint 400 méter kerületű volt. Azonban a környékén az erdőt kivágták, és a tó apadásnak indult. A hagyomány a tavat feneketlennek tartotta.
- Egy falu melletti barlangban régészek a térség egyedüli barlangrajzaira bukkantak, melyek i.e. 25 000 körül készülhettek és egy macskafélét, egy vadlovat és egy madarat ábrázolnak.